# Quan hệ ngoại giao của Hoa Kỳ
Hoa Kỳ có quan hệ ngoại giao chính thức với hầu hết các nước trên thế giới.

Quan hệ ngoại giao giữa Hoa Kỳ và các chính thể trên thế giới
Hoa Kỳ
Các quốc gia có quan hệ ngoại giao với Hoa Kỳ
Các quốc gia không có quan hệ ngoại giao với Hoa Kỳ
Khu vực tranh chấp

## Châu Đại Dương
| Quốc gia             | Năm bắt đầu quan hệ chính thức | Ghi chú                                                                           |
| -------------------- | ------------------------------ | --------------------------------------------------------------------------------- |
| Úc                   | 1940                           | Xem thêm Quan hệ Hoa Kỳ - Australia Australia là đồng minh thân thiết của Hoa Kỳ. |
| Fiji                 | 1971                           |                                                                                   |
| Kiribati             | 1980                           |                                                                                   |
| Quần đảo Marshall    | 1986                           |                                                                                   |
| Liên bang Micronesia | 1986                           |                                                                                   |
| Nauru                | 1976                           |                                                                                   |
| New Zealand          | 1942                           |                                                                                   |
| Palau                | 1996                           |                                                                                   |
| Papua New Guinea     | 1975                           |                                                                                   |
| Samoa                | 1962                           |                                                                                   |
| Quần đảo Solomon     | 1978                           |                                                                                   |
| Tonga                | 1886; 1972                     |                                                                                   |
| Tuvalu               | 1978                           |                                                                                   |
| Vanuatu              | 1986                           |                                                                                   |

## Châu Mỹ
| Quốc gia    | Năm bắt đầu quan hệ chính thức | Ghi chú                                                                     |
| ----------- | ------------------------------ | --------------------------------------------------------------------------- |
| Argentina   | 1823                           |                                                                             |
| Belize      | 1981                           |                                                                             |
| Bolivia     | 1849                           |                                                                             |
| Brasil      | 1824                           |                                                                             |
| Canada      | 1926                           |                                                                             |
| Chile       | 1824                           |                                                                             |
| Colombia    | 1822                           |                                                                             |
| Costa Rica  | 1851                           |                                                                             |
| Ecuador     | 1832                           |                                                                             |
| El Salvador | 1824; 1849                     |                                                                             |
| Guatemala   | 1824; 1844                     |                                                                             |
| Guyana      | 1966                           |                                                                             |
| Honduras    | 1824; 1853                     |                                                                             |
| México      | 1822                           |                                                                             |
| Nicaragua   | 1824; 1849                     |                                                                             |
| Panama      | 1903                           |                                                                             |
| Paraguay    | 1852                           |                                                                             |
| Peru        | 1826                           |                                                                             |
| Suriname    | 1975                           |                                                                             |
| Uruguay     | 1836                           |                                                                             |
| Venezuela   | 1835 ( kết thúc 2019 )         | Ngày 23 tháng 1 năm 2019 Hoa Kỳ và Venezuela đã chấm dứt quan hệ ngoại giao |

### Vùng biển Caribe
| Quốc gia                    | Năm bắt đầu quan hệ chính thức | Ghi chú |
| --------------------------- | ------------------------------ | ------- |
| Antigua và Barbuda          | 1981                           |         |
| Aruba                       |                                |         |
| Bahamas                     | 1973                           |         |
| Barbados                    | 1966                           |         |
| Bermuda                     |                                |         |
| Quần đảo Cayman             |                                |         |
| Cuba                        | 1902; 2015                     |         |
| Cộng hòa Dominica           | 1866                           |         |
| Dominica                    | 1978                           |         |
| Grenada                     | 1974                           |         |
| Haiti                       | 1862                           |         |
| Jamaica                     | 1962                           |         |
| Saint Kitts và Nevis        | 1983                           |         |
| Saint Lucia                 | 1979                           |         |
| Saint Vincent và Grenadines | 1981                           |         |
| Trinidad và Tobago          | 1962                           |         |

## Châu Á

### Đông Á
| Quốc gia                      | Năm bắt đầu quan hệ chính thức              | Ghi chú |
| ----------------------------- | ------------------------------------------- | --- |
| Cộng hòa Nhân dân Trung Hoa   | 1844 (Đại Thanh) 1979 (PRC)                 | Năm 1971, nước Cộng hòa Nhân dân Trung Hoa giành được ghế của Liên Hợp Quốc từ tay Trung Hoa Dân Quốc thông qua Nghị quyết của Đại Hội đồng Liên Hợp Quốc với tư cách là đại biểu hợp pháp của Trung Quốc. Năm 1972, Tổng thống Richard Nixon tới thăm Bắc Kinh, Trung Quốc và hội đàm với nhà lãnh đạo Mao Trạch Đông, đánh dấu sự kiện hai nước bình thường hóa quan hệ ngoại giao từ năm 1972 đến nay. |
| Hồng Kông · Ma Cao            | [ cần dẫn nguồn ]                           | |
| Nhật Bản                      | 1854                                        | Kể từ năm 1945 kết thúc Đệ nhị Thế chiến, Nhật Bản và Hoa Kỳ đã cải thiện quan hệ ngoại giao rất nhiều, từ kẻ thù số một trở thành một trong những đồng minh quan trọng và thân thiết nhất của Hoa Kỳ tại Châu Á. |
| Mông Cổ                       | 1987                                        | |
| CHDCND Triều Tiên             | Không có quan hệ ngoại giao                 | Hoa Kỳ và Liên Hợp Quốc vẫn áp đặt các lệnh trừng phạt đối với CHDCND Triều Tiên. |
| Hàn Quốc                      | 1882 (Đại Hàn Đế quốc); 1949 (Nền Cộng Hòa) | Hoa Kỳ vẫn là đồng minh thân thiết của Hàn Quốc. |
| Trung Hoa Dân Quốc (Đài Loan) | 1911 (kết thúc 1979)                        | Dù Đài Loan bị mất ghế Liên Hợp Quốc vào tay Trung Quốc đại lục từ năm 1971, nhưng Hoa Kỳ vẫn là đồng minh thân thiết của Đài Loan. |

### Đông Nam Á
| Quốc gia    | Năm bắt đầu quan hệ chính thức | Ghi chú |
| ----------- | ------------------------------ | --- |
| Brunei      | 1984                           | |
| Myanmar     | 1948                           | Hoa Kỳ và Liên Hợp Quốc áp đặt cấm vận đối với Myanmar sau khi chính phủ nước này đàn áp các cuộc biểu tình đòi dân chủ từ năm 1988. Đến năm 2011, khi Myanmar chuyển sang chế độ dân cử, Myanmar và Hoa Kỳ mới dần bình thường hóa quan hệ và dỡ bỏ một số lệnh trừng phạt đối với nước này. |
| Campuchia   | 1950                           | |
| Timor-Leste | 2002                           | |
| Indonesia   | 1949                           | |
| Lào         | 1950                           | |
| Malaysia    | 1957                           | |
| Philippines | 1946                           | Philippines từng là thuộc địa của Hoa Kỳ từ năm 1902 đến năm 1946. Sau năm 1946, Hoa Kỳ chính thức công nhận nền độc lập của Philippines và là đồng minh quân sự của nước này. |
| Singapore   | 1965                           | |
| Thái Lan    | 1833                           | |
| Việt Nam    | 1995                           | Xem quan hệ Hoa Kỳ – Việt Nam Sau 20 năm bị Hoa Kỳ cấm vận kể từ khi kết thúc chiến tranh Việt Nam năm 1975, tháng 8 năm 1995, tổng thống Bill Clinton và thủ tướng Võ Văn Kiệt chính thức tuyên bố bình thường hóa quan hệ ngoại giao với Việt Nam.                                          |

### Trung Á
| Quốc gia     | Năm bắt đầu quan hệ chính thức | Ghi chú |
| ------------ | ------------------------------ | ------- |
| Kazakhstan   | 1991                           |         |
| Kyrgyzstan   | 1993                           |         |
| Tajikistan   | 1991                           |         |
| Turkmenistan | 1991                           |         |
| Uzbekistan   | 1991                           |         |

### Nam Á
| Quốc gia    | Năm bắt đầu quan hệ chính thức | Ghi chú |
| ----------- | ------------------------------ | --- |
| Afghanistan | 1935                           | Vào năm 2021, Taliban đã lật đổ Cộng hòa Hồi giáo Afghanistan do Hoa Kỳ hậu thuẫn diễn ra đồng thời với rút quân đội Hoa Kỳ , dẫn đến việc di dời Đại sứ quán Hoa Kỳ ở Kabul tới Doha, Qatar. Vào ngày 12 tháng 11 năm 2021, Hoa Kỳ thông báo rằng một mục sở thích sẽ mở tại Đại sứ quán Qatar tại Kabul vào ngày 31 tháng 12, để đóng vai trò bảo vệ quyền lực cho Hoa Kỳ ở Afghanistan. Các cơ quan đại diện ngoại giao của Cộng hòa Hồi giáo tại Hoa Kỳ hoạt động độc lập trong vài tháng trước khi ngừng hoạt động và chuyển giao quyền giám sát các tài sản cho Bộ Ngoại giao Hoa Kỳ vào ngày 16 tháng 3 năm 2022. Afghanistan không có quyền bảo vệ ở Hoa Kỳ. |
| Bangladesh  | 1972                           | |
| Bhutan      | Chưa có quan hệ chính thức     | |
| Ấn Độ       | 1947                           | |
| Maldives    | 1965                           | |
| Nepal       | 1947                           | |
| Pakistan    | 1947                           | |
| Sri Lanka   | 1947                           | |

### Tây Á
| Quốc gia    | Năm bắt đầu quan hệ chính thức | Ghi chú |
| ----------- | ------------------------------ | --- |
| Armenia     | 1920; 1991                     | |
| Azerbaijan  | 1918-1928,1991                 | |
| Bahrain     | 1971                           | |
| Iran        | 1883 (kết thúc 1980)           | Hoa Kỳ và vương quốc Ba Tư từng có quan hệ ngoại giao từ năm 1883. Tuy nhiên, quan hệ giữa hai nước này kết thúc vào năm 1980, sau khi vương quốc Ba Tư bị sụp đổ sau cuộc cách mạng Hồi giáo năm 1979 (sau đó vương quốc Ba Tư đổi tên thành nhà nước Cộng hòa Hồi giáo Iran). |
| Iraq        | 1931;1984; 2004                | |
| Israel      | 1949                           | |
| Jordan      | 1949                           | |
| Kuwait      | 1961                           | |
| Liban       | 1944                           | |
| Oman        | 1972                           | |
| Qatar       | 1972                           | |
| Ả Rập Saudi | 1940                           | |
| Syria       | 1944 (kết thúc 2012)           | Hoa Kỳ và Syria cắt đứt quan hệ ngoại giao từ năm 2012 sau khi nổ ra nội chiến Syria chống lại tổng thống Bashar al-Assad. |
| Thổ Nhĩ Kỳ  | 1831                           | |
| UAE         | 1972                           | |
| Yemen       | 1946                           | |

## Châu Âu
| Quốc gia             | Năm bắt đầu quan hệ chính thức | Ghi chú |
| -------------------- | ------------------------------ | --- |
| Albania              | 1922                           | |
| Andorra              | 1995                           | |
| Áo                   | 1921                           | |
| Belarus              | 1991                           | Hoa Kỳ tiếp tục chỉ trích Belarus vì nước này vẫn tiếp tục vi phạm nghiêm trọng về vấn đề nhân quyền. |
| Bỉ                   | 1832                           | |
| Bosna và Hercegovina | 1992                           | |
| Bulgaria             | 1903                           | |
| Croatia              | 1992                           | |
| Síp                  | 1960                           | |
| Cộng hòa Séc         | 1993                           | |
| Đan Mạch             | 1801                           | |
| Estonia              | 1922; 1991                     | |
| EU                   |                                | |
| Phần Lan             | 1919                           | |
| Pháp                 | 1778                           | |
| Gruzia               | 1992                           | |
| Đức                  | 1797                           | |
| Hy Lạp               | 1868                           | Xem thêm Quan hệ Hoa Kỳ - Hy Lạp Hai nước là đồng minh của nhau trong Thế Chiến I, Thế chiến II, Chiến tranh Lạnh (nhất là Chiến tranh Triều Tiên), Chiến tranh chống khủng bố. Đến nay, hai bên vẫn là đồng minh của nhau. |
| Thành Vatican        | 1984                           | |
| Hungary              | 1921                           | |
| Iceland              | 1944                           | |
| Ireland              | 1924                           | |
| Ý                    | 1861                           | |
| Kosovo               | 2008                           | Hoa Kỳ là quốc gia đầu tiên công nhận nền độc lập của Kosovo. |
| Latvia               | 1922; 1991                     | |
| Liechtenstein        | 1997                           | |
| Litva                | 1922; 1991                     | |
| Luxembourg           | 1903                           | |
| Malta                | 1964                           | |
| Moldova              | 1992                           | |
| Monaco               | 2006                           | |
| Montenegro           | 1905; 2006                     | |
| Hà Lan               | 1781                           | |
| Na Uy                | 1905                           | |
| Ba Lan               | 1919                           | |
| Bồ Đào Nha           | 1791                           | |
| Macedonia            | 1995                           | |
| România              | 1880                           | |
| Nga                  | 1809; 1991                     | |
| San Marino           | 1861                           | |
| Serbia               | 1882;2000                      | |
| Slovakia             | 1993                           | |
| Slovenia             | 1992                           | |
| Tây Ban Nha          | 1783                           | |
| Thụy Điển            | 1818                           | |
| Thụy Sĩ              | 1853                           | |
| Ukraina              | 1991                           | |
| Vương quốc Anh       | 1783                           | |

## Châu Phi

### Bắc Phi
| Quốc gia        | Năm bắt đầu quan hệ chính thức | Ghi chú |
| --------------- | ------------------------------ | ------- |
| Algérie         | 1962                           |         |
| Liên đoàn Ả Rập |                                |         |
| Ai Cập          | 1922                           |         |
| Libya           | 1951                           |         |
| Maroc           | 1776                           |         |
| Sudan           | 1956                           |         |
| Tunisia         | 1795                           |         |

### Châu Phi Sahara
| Quốc gia             | Năm bắt đầu quan hệ chính thức | Ghi chú |
| -------------------- | ------------------------------ | ------- |
| Angola               | 1994                           |         |
| Bénin                | 1960                           |         |
| Botswana             | 1966                           |         |
| Burkina Faso         | 1960                           |         |
| Burundi              | 1962                           |         |
| Cameroon             | 1960                           |         |
| Cabo Verde           | 1975                           |         |
| Cộng hòa Trung Phi   | 1960                           |         |
| Tchad                | 1960                           |         |
| Comoros              | 1977                           |         |
| Bờ Biển Ngà          | 1960                           |         |
| CHDC Congo           | 1960                           |         |
| Djibouti             | 1977                           |         |
| Guinea Xích Đạo      | 1968                           |         |
| Eritrea              | 1993                           |         |
| Ethiopia             | 1903                           |         |
| Gabon                | 1960                           |         |
| Ghana                | 1957                           |         |
| Guinée               | 1959                           |         |
| Guiné-Bissau         | 1975                           |         |
| Kenya                | 1964                           |         |
| Lesotho              | 1966                           |         |
| Liberia              | 1864                           |         |
| Libya                | 1951                           |         |
| Madagascar           | 1874                           |         |
| Malawi               | 1964                           |         |
| Mali                 | 1960                           |         |
| Mauritanie           | 1960                           |         |
| Mauritius            | 1968                           |         |
| Mozambique           | 1975                           |         |
| Namibia              | 1990                           |         |
| Niger                | 1960                           |         |
| Nigeria              | 1960                           |         |
| Cộng hòa Congo       | 1960                           |         |
| Rwanda               | 1962                           |         |
| São Tomé và Príncipe | 1976                           |         |
| Sénégal              | 1960                           |         |
| Seychelles           | 1976                           |         |
| Sierra Leone         | 1961                           |         |
| Somalia              | 1960                           |         |
| Nam Phi              | 1929                           |         |
| Nam Sudan            | 2011                           |         |
| Swaziland            | 1968                           |         |
| Tanzania             | 1961                           |         |
| Gambia               | 1965                           |         |
| Togo                 | 1960                           |         |
| Uganda               | 1962                           |         |
| Zambia               | 1964                           |         |
| Zimbabwe             | 1980                           |         |